# Simón Moreno Barroso
Simón Moreno Barroso (Cartaya, Huelva, Andalucía, 2 de julio de 1997) es un futbolista español. Juega de delantero en el C. D. Tudelano de la Segunda Federación. Es hermano del también futbolista Joselu Moreno.

## Trayectoria
Comenzó a formarse en las categorías inferiores del Recreativo de Huelva y pronto empezó a destacar fichando por el Villarreal. Pasó por diferentes escalafones de la cantera amarilla hasta llegar al filial, en el que ha sido un jugador realmente importante. Simón Moreno ha sido internacional con España en categorías inferiores.
En la temporada 2017-2018 fue un habitual del filial castellonense que acabó en segunda posición y que jugó la fase de acenso a Segunda División, cayendo en la última ronda ante el Elche. 
En la temporada 2018-2019 disputó un total de 34 partidos de Liga dentro del grupo III de Segunda División B, marcando 13 goles con el filial del Villarreal Club de Fútbol, además de disputar la primera eliminatoria del play-off de ascenso a la Liga 1|2|3.
En junio de 2019 llegó cedido a la Unión Deportiva Almería para competir en la Segunda División. En las filas del conjunto almeriense no llegó a debutar en competición oficial (sí jugó y marcó en partidos amistosos con el conjunto almeriense), ya que Turki Al-Sheikh, nuevo jeque propietario de la institución, terminó con la rescisión del acuerdo de cesión. Los motivos esgrimidos es que no se quería tener en la plantilla a futbolistas cedidos por los que no existiera una opción de compra posterior.
En septiembre de 2019 firmó con el Málaga C. F. para jugar en Segunda División, pero de nuevo un jeque, esta vez el propietario del Málaga, Al-Thani, volvió a vetar la operación, volviendo así a las filas del Villarreal "B" donde jugó seis partidos y anotó cuatro goles antes de lesionarse de gravedad en noviembre de 2019.
El 12 de agosto de 2020 llegó cedido al F. C. Cartagena de la Segunda División por una temporada. El 1 de febrero de 2021 llegó a un acuerdo para finalizar el contrato de cesión y firmó por el Club Deportivo Mirandés de la misma categoría, también en calidad de cedido. Tras esta última cesión continuó en el equipo de Miranda de Ebro después de haber quedado libre.
En julio de 2023 se unió al C. F. Intercity. Tras su marcha del club probó fortuna en Serbia con el F. K. Jedinstvo Ub y en agosto de 2025 fichó por el C. D. Tudelano.

## Estadísticas
Actualizado al último partido disputado el 28 de abril de 2025.
| Club                          | Div.          | Temporada     | Liga  | Liga  | Copas nacionales | Copas nacionales | Copas internacionales | Copas internacionales | Total | Total |
| Club                          | Div.          | Temporada     | Part. | Goles | Part.            | Goles            | Part.                 | Goles                 | Part. | Goles |
| ----------------------------- | ------------- | ------------- | ----- | ----- | ---------------- | ---------------- | --------------------- | --------------------- | ----- | ----- |
| Villarreal C. F. "C" · España | 3.ª           | 2015-16       | 27    | 5     | —                | —                | —                     | —                     | 27    | 5     |
| Villarreal C. F. "C" · España | 3.ª           | 2016-17       | 35    | 10    | —                | —                | —                     | —                     | 35    | 10    |
| Villarreal C. F. "C" · España | Total club    | Total club    | 62    | 15    | 0                | 0                | 0                     | 0                     | 62    | 15    |
| Villarreal C. F. "B" · España | 2.ª B         | 2017-18       | 28    | 3     | —                | —                | —                     | —                     | 28    | 3     |
| Villarreal C. F. "B" · España | 2.ª B         | 2018-19       | 36    | 13    | —                | —                | —                     | —                     | 36    | 13    |
| Villarreal C. F. "B" · España | 2.ª B         | 2019-20       | 6     | 4     | —                | —                | —                     | —                     | 6     | 4     |
| Villarreal C. F. "B" · España | Total club    | Total club    | 70    | 20    | 0                | 0                | 0                     | 0                     | 70    | 20    |
| U. D. Almería · España        | 2.ª           | 2019-20       | 0     | 0     | —                | —                | —                     | —                     | 0     | 0     |
| U. D. Almería · España        | Total club    | Total club    | 0     | 0     | 0                | 0                | 0                     | 0                     | 0     | 0     |
| F. C. Cartagena · España      | 2.ª           | 2020-21       | 10    | 0     | 1                | 0                | —                     | —                     | 11    | 0     |
| F. C. Cartagena · España      | Total club    | Total club    | 10    | 0     | 1                | 0                | 0                     | 0                     | 11    | 0     |
| C. D. Mirandés · España       | 2.ª           | 2020-21       | 12    | 1     | —                | —                | —                     | —                     | 12    | 1     |
| C. D. Mirandés · España       | 2.ª           | 2021-22       | 13    | 4     | 0                | 0                | —                     | —                     | 13    | 4     |
| C. D. Mirandés · España       | 2.ª           | 2022-23       | 6     | 0     | 0                | 0                | —                     | —                     | 6     | 0     |
| C. D. Mirandés · España       | Total club    | Total club    | 31    | 5     | 0                | 0                | 0                     | 0                     | 31    | 5     |
| C. F. Intercity · España      | 1.ª F         | 2023-24       | 23    | 0     | —                | —                | —                     | —                     | 23    | 0     |
| C. F. Intercity · España      | Total club    | Total club    | 23    | 0     | 0                | 0                | 0                     | 0                     | 23    | 0     |
| F. K. Jedinstvo Ub Serbia     | 1.ª           | 2024-25       | 12    | 1     | 0                | 0                | —                     | —                     | 12    | 1     |
| F. K. Jedinstvo Ub Serbia     | Total club    | Total club    | 12    | 1     | 0                | 0                | 0                     | 0                     | 12    | 1     |
| C. D. Tudelano · España       | 2.ª F         | 2025-26       | 0     | 0     | —                | —                | —                     | —                     | 0     | 0     |
| C. D. Tudelano · España       | Total club    | Total club    | 0     | 0     | 0                | 0                | 0                     | 0                     | 0     | 0     |
| Total carrera                 | Total carrera | Total carrera | 208   | 41    | 1                | 0                | 0                     | 0                     | 209   | 41    |

Fuentes: Lapreferente, BDFutbol y Soccerway.